# Legione Condor
La Legione Condor è stata un'unità militare di aeronautica formata da volontari e mezzi aerei provenienti dalla Germania nazista e impiegata durante la guerra civile spagnola in supporto alle forze nazionaliste di Francisco Franco.

## Storia
I primi aeroplani tedeschi arrivarono in Marocco all'inizio dell'agosto 1936 con lo scopo di effettuare il trasporto aereo delle truppe nazionaliste del generale Francisco Franco verso la madrepatria spagnola. Questo primo aviotrasporto era composto da regulares marocchini e soldati della Legione Straniera spagnola, diretti in Andalusia. In questo contesto iniziale, malgrado l'ordine di non effettuare azioni di combattimento, gli aerei tedeschi attaccarono la nave repubblicana Jaime I, che ostacolava il trasporto delle truppe nazionaliste. L'assistenza militare tedesca si espanse rapidamente nei mesi successivi; all'inizio di novembre del 1936 venne ufficialmente organizzata e rinominata legione Condor. Essa consisteva in circa 100 aeroplani e 5 000 uomini al comando del Generalmajor Hugo Sperrle; attraverso la rotazione dei contingenti impiegati un totale di circa 20 000 tedeschi prestò servizio in Spagna. A dispetto di una posizione ufficiale di non intervento, Adolf Hitler giustificò questo impegno come parte "della lotta contro il bolscevismo".
La legione Condor partecipò a tutti i principali eventi bellici della guerra spagnola: Brunete, Teruel, Aragona e la campagna dell'Ebro.

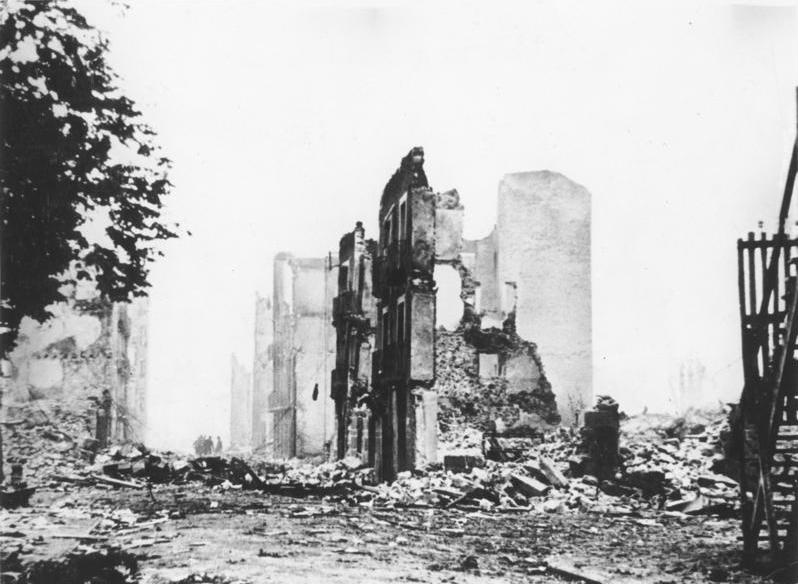
Le rovine di Guernica dopo il bombardamento

Il bombardamento di Guernica effettuato il 26 aprile 1937 e duramente condannato dalla comunità internazionale, ispirò il famoso dipinto di Pablo Picasso Guernica che drammatizzava le sofferenze della popolazione civile nel conflitto. Anche se non si trattava del primo bombardamento effettuato dalle forze tedesche, le gravi distruzioni causate (circa 200 morti e il 60% delle case distrutte) rappresentarono un chiaro segnale di quello che sarebbe successo a molte città durante la seconda guerra mondiale.
Tra i primi aerei a giungere in Spagna vi furono tre bombardieri da picchiata Henschel Hs 123, posti agli ordini del Leutnant Heinrich Brücker, questi tre biplani parteciparono all'offensiva nazionalista contro Málaga nel gennaio 1937 e in seguito attaccarono le postazioni nemiche attorno Bilbao. Nonostante l'Hs 123 non si fosse rivelato particolarmente adatto al bombardamento in picchiata, il capo di stato maggiore della legione Condor, Wolfram von Richthofen, nella primavera di quello stesso 1937 inviò a Brücker altri tre Hs 123. Di questi sei aerei, per l'estate ne erano andati persi quattro per varie ragioni, e gli ultimi due vennero trasferiti a un'unità spagnola.
Un altro aereo utilizzato dalla legione Condor fu l'Heinkel He 51. Dopo alcuni iniziali successi l'aereo si rivelò presto inferiore alla maggior parte dei caccia repubblicani. Conseguentemente all'arrivo dei primi Messerschmitt Bf 109B, nella primavera del 1937, gli He 51 vennero relegati alle missioni di attacco al suolo o ceduti all'aeronautica nazionalista spagnola. Gli He 51 rimasti nella legione Condor vennero spostati vicino a Madrid nel luglio 1937 per prendere parte alla battaglia di Brunete, nello stesso periodo in cui Adolf Galland venne nominato capo della squadriglia, la 3ª del J/88, equipaggiata con gli He 51. I successi ottenuti da Galland sul fronte centro-settentrionale spagnolo contro uomini e strutture nemiche, contro i quali vennero sperimentate anche primitive bombe al napalm (semplici bombe a frammentazione legate a un contenitore riempito di benzina e olio lubrificante) e la tecnica del bombardamento a tappeto che implicava lo sgancio contemporaneo di tutte le bombe di tutti gli apparecchi attaccanti al fine di massimizzare i danni inflitti, comportarono l'afflusso di nuovi He 51 alla legione Condor, la quale poté così riattivare la 4ª squadriglia del J/88. Il 20 febbraio 1938 il pilota Eckehardt Priebe, volando su un He 51 in appoggio alle truppe che stavano combattendo la battaglia di Teruel, centrò un carro armato T-26, che fu anche il primo carro armato distrutto da un aereo da attacco al suolo tedesco. L'avanzata in Aragona dell'estate 1938 offrì alla Luftwaffe, tramite i suoi He 51, di perfezionare le tecniche di attacco al suolo che sarebbero state poi utilizzate nella seconda guerra mondiale più di un anno dopo.
Diversi scrittori parteciparono alla condanna per l'appena celata interferenza di Germania e Italia nel conflitto spagnolo: un esempio è dato da Heinrich Mann che, dal suo esilio in Francia, si appellò alle truppe tedesche appartenenti alla legione Condor con il motto: "Soldati tedeschi! Un farabutto vi ha inviato in Spagna!".
Due anni dopo il bombardamento di Guernica i piloti che avevano fatto parte della legione Condor presero parte al devastante bombardamento della città polacca di Wieluń.
Alla fine della guerra la legione Condor registrò le seguenti perdite:
- 298 morti (173 in combattimento di cui 102 equipaggi di volo, 27 piloti di caccia e 21 appartenenti alla contraerea);
- 72 aerei persi in combattimento;
- 160 aerei persi per incidenti di volo.

## Effetti sull'aviazione tedesca
La guerra civile spagnola diede inoltre alla Germania l'opportunità di provare le nuove armi e le tecniche di impiego: il caccia Messerschmitt Bf 109, il bombardiere medio Heinkel He 111 e successivamente il bombardiere in picchiata Junkers Ju 87 Stuka videro il loro primo impiego con la legione Condor. Tali aeroplani erano destinati a ricoprire un ruolo di primo piano nei primi anni della seconda guerra mondiale. Le esperienze belliche fecero capire che l'era dei biplani era finita, il caccia Heinkel He 51 che inizialmente aveva equipaggiato la legione Condor venne destinato all'attacco al suolo e successivamente venne relegato a compiti di addestramento. La Legione Condor comprendeva anche nuove armi terrestri: i carri armati Panzer I vennero utilizzati per la prima volta durante le operazioni di questo conflitto. Inoltre i tedeschi ebbero modo di provare il loro cannone contraereo da 88 mm che venne utilizzato per distruggere aeroplani, fortificazioni e carri armati delle forze repubblicane.

## Distintivi ottici di riconoscimento

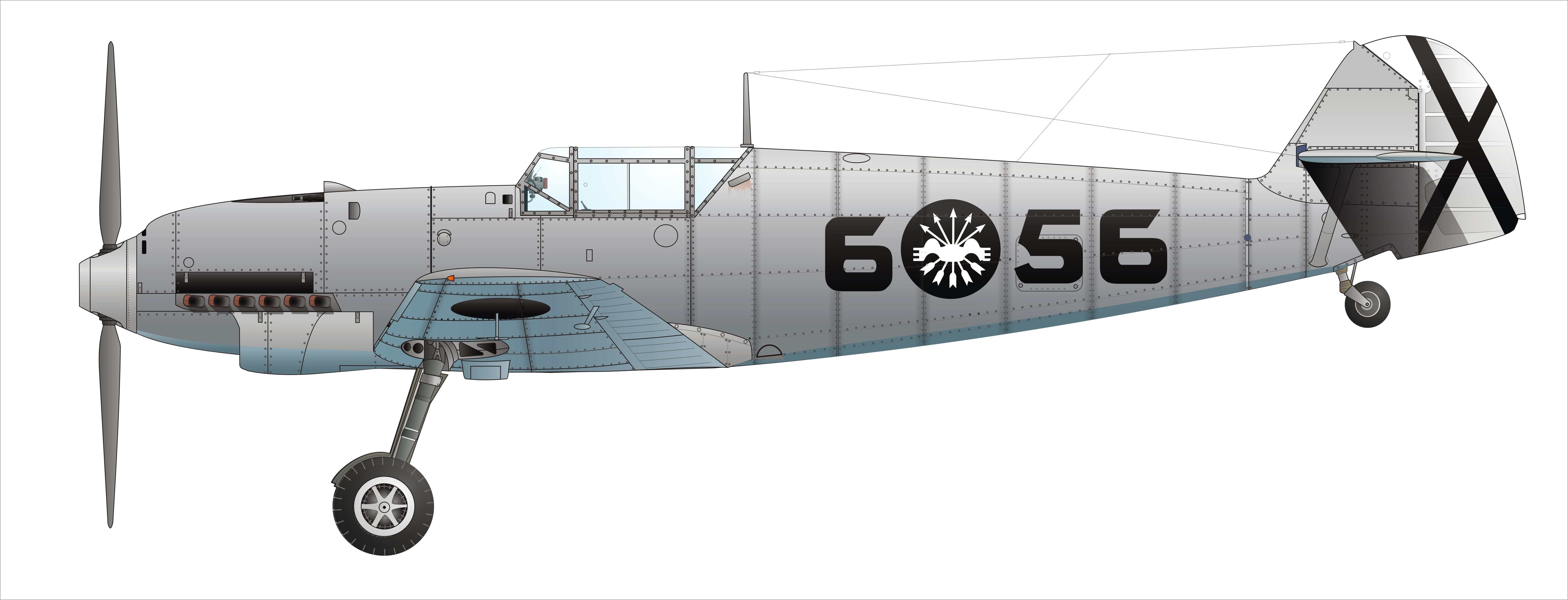
Il profilo di un Messerschmitt Bf 109 C-1, appartenente allo Jagdgruppe 88 (J 88) della Legione Condor

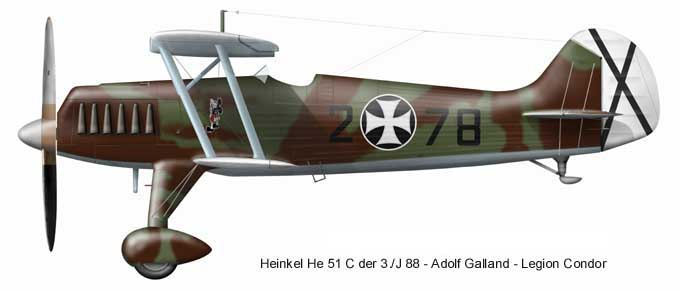
L'Heinkel He 51 C della 3./J 88 Legione Condor pilotato da Adolf Galland durante la guerra civile spagnola

Il simbolismo di riconoscimento applicato alla flotta aerea era basato sulle coccarde posizionate sulle superfici superiore e inferiore delle ali e da un distintivo di coda posizionato sul timone. Il primo era costituito da un cerchio completamente nero, personalizzato in seguito con simboli bianchi che andavano da una semplice croce a disegni che facevano riferimento ai comandanti delle squadriglie dell'Aviación Nacional e dell'Aviazione Legionaria.
Il distintivo di coda riproduceva una semplice croce nera in campo bianco, rimasta anche nell'adozione dei definitivi colori del successivo Ejército del Aire.

## Comandanti
- Hugo Sperrle (novembre 1936-ottobre 1937)
- Hellmuth Volkmann (ottobre 1937-ottobre 1938)
- Wolfram von Richthofen  (ottobre 1938-marzo 1939)

## Partecipanti degni di nota
- Hermann Aldinger
- Oskar Dirlewanger
- Rudolf Demme
- Adolf Galland
- Hajo Herrmann
- Werner Mölders
- Hugo Sperrle
- Karl Schweikard
- Hannes Trautloft
- Heinrich Trettner
- Wolfram Freiherr von Richthofen
- Wilhelm Ritter von Thoma
- Hellmuth Volkmann